# یواس‌اس پروتئوس (۱۸۶۳)
یواس‌اس پروتئوس (۱۸۶۳) (به انگلیسی: USS Proteus (1863)) یک کشتی بود که طول آن 203’ بود.